# Municipio de Jackson (condado de Sac)
El municipio de Jackson (en inglés: Jackson Township) es un municipio ubicado en el condado de Sac en el estado estadounidense de Iowa. En el año 2010 tenía una población de 2433 habitantes y una densidad poblacional de 25,82 personas por km².

## Geografía
El municipio de Jackson se encuentra ubicado en las coordenadas 42°26′3″N 95°1′28″O / 42.43417, -95.02444. Según la Oficina del Censo de los Estados Unidos, el municipio tiene una superficie total de 94.22 km², de la cual 93,79 km² corresponden a tierra firme y (0,46 %) 0,43 km² es agua.

## Demografía
Según el censo de 2010, había 2433 personas residiendo en el municipio de Jackson. La densidad de población era de 25,82 hab./km². De los 2433 habitantes, el municipio de Jackson estaba compuesto por el 98,03 % blancos, el 0,41 % eran afroamericanos, el 0,21 % eran asiáticos, el 0,04 % eran de otras razas y el 1,32 % eran de una mezcla de razas. Del total de la población el 0,37 % eran hispanos o latinos de cualquier raza.